# UN-Sachverständiger zu Somalia
Die Stelle des Sachverständigen zur Menschenrechtssituation in Somalia (engl.: Independent Expert on the situation of human rights in Somalia) wurde 1993 von der UN-Menschenrechtskommission geschaffen, um die problematische Menschenrechtssituation in Somalia zu beobachten und Empfehlungen für Verbesserungen abzugeben.

## Vorgeschichte
Die Republik Somalia wurde 1960 gegründet, nachdem das britische Protektorat Somaliland und das Italienische Treuhandgebiet Somalia in die Unabhängigkeit entlassen worden waren. Die staatliche Ordnung ging durch Korruption und Vetternwirtschaft zugrunde, 1969 putschte General Siad Barre, der eine sozialistisch ausgerichtete Autokratie errichtete. 1977 griff er Äthiopien an, um dort lebende Somali zu „befreien“ und in ein „Groß-Somalia“ zu integrieren. Die Sowjetunion entzog der somalischen Regierung die Unterstützung, die sich daraufhin den USA zuwandte. Der sogenannte Stellvertreterkriege führte 1978 zur Niederlage Somalias. Im Land bildeten sich bewaffnete Oppositionsgruppen, die einen Guerillakrieg gegen das Barre-Regime begannen. 1991 kam es zum Sturz der Regierung und einem nachfolgenden Bürgerkrieg. Die in Nordsomalia vorherrschende Somali National Movement (SNM) erklärte 1991 die Unabhängigkeit der Republik Somaliland, die eine gewisse Stabilität entwickeln konnte. Der Bürgerkrieg in Süd- und Zentralsomalia hielt unvermindert an. Durch Dürre, Krieg und Staatszerfall kamen 1991/92 rund 300.000 Menschen ums Leben. In der zweiten Hälfte der 1990er Jahre standen viele Gebiete unter der Kontrolle von Warlords oder Ältesten. Auf der Arta-Konferenz in Dschibuti (1999–2000) wurde unter Vermittlung der UN eine Übergangsregierung unter Abdikassim Salat Hassan gebildet, die sich jedoch nicht durchsetzen konnte. Auf einer weiteren „Friedenskonferenz“ in Kenia (2002-04) wurde die erste „Föderale Übergangsregierung“ (TFG) unter Abdullahi Yusuf Ahmed eingesetzt, die als von Mitgliedern des Darood-Klans dominiert und von Äthiopien gesteuert galt, weshalb der Hawiye-Klan und islamistische Gruppierungen sie ablehnten. Im Jahr 2012 gab sich Somalia eine neue, provisorische Verfassung und aufgrund militärischer Erfolge gegen Al-Shabaab konnte im gleichen Jahr erstmals seit 1991 wieder eine gemeinsame somalische Regierung gewählt werden. Die Regierung läutete einen Föderalisierungsprozess ein, in dessen Rahmen sich neben den bereits existierenden Somaliland und Puntland vier weitere Bundesstaaten (Galmudug, Hirshabelle, Jubaland, Südwestsomalia) herausbildeten.

## Aktivitäten der Vereinten Nationen
Für das  Büro des UN-Hochkommissars für Menschenrechte (OHCHR) wurde 2008 in Somalia das Politische Büro der Vereinten Nationen für Somalia (UNPOS) eröffnet. Nachfolgemission des UNPOS wurde 2013 die Menschenrechts- und Schutzgruppe (HRPG) der Hilfsmission der Vereinten Nationen in Somalia (UNSOM), die die Mission der Afrikanischen Union in Somalia unterstützt. Die UNSOM wird seit 2023 von der Britin Catriona Laing geleitet.

## Mandat
Die UN-Menschenrechtskommission richtete 1993 mit ihrer Resolution E/CN.4/RES/1993/86 die Stelle des UN-Sachverständigen zu Somalia ein. Dieses Mandat wird seit 2006 auch vom UN-Menschenrechtsrat regelmäßig durch Folgebeschlüsse bestätigt. Der Sachverständige soll die Menschenrechtssituation im Land dokumentieren und Empfehlungen für Verbesserungen aussprechen. Er legt jedes Jahr Berichte beim Menschenrechtsrat und bei der UN-Generalversammlung vor.
Der Sachverständige soll unparteiisch sowohl die Regierung Somalias bei der Erfüllung ihrer Menschenrechtsverpflichtungen helfen wie auch den anderen gesellschaftlichen Gruppen Beratung und Unterstützung anbieten.
Der Sachverständige ist kein Mitarbeiter der Vereinten Nationen, er ist ehrenamtlich tätig, in der Ausgestaltung seines Amtes frei und nicht an Weisungen gebunden. Für ihn gilt ein vom UN-Menschenrechtsrat verabschiedeter Verhaltenskodex. Die Amtszeit seines Mandats ist auf maximal zweimal drei Jahre begrenzt.

## Amtsinhaber
- 1993–1994 Fanuel Jariretundu Kozonguizi  Namibia
- 1995–1996 Mohamed Charfi  Tunesien
- 1997–2000 Mona Rishmawi  Palästina
- 2001–2008 Ghanim Alnajjar  Kuwait
- 2008–2014 Shamsul Bari  Bangladesch
- 2014–2020 Bahame Nyanduga  Tansania
- seit 2020 Isha Dyfan  Sierra Leone

## Publikationen
- Assistance to Somalia in the field of human rights - Resolution adopted by the Human Rights Council on 12 October 2023
- End of mission statement by Ms. Isha Dyfan, Independent Expert on the situation of human rights in Somalia on her third country visit, 9. Mai 2024